# جيم لانس
جيم لانس (بالإنجليزية: Jim Lance)‏ هو مدرب رياضي أمريكي، ولد في 1931 في إنديانا في الولايات المتحدة، وتوفي في 25 فبراير 2016 بسبب مرض باركنسون.